# Diplotoxa rufomarginata
Diplotoxa rufomarginata är en tvåvingeart som beskrevs av Oswald Duda 1930. Diplotoxa rufomarginata ingår i släktet Diplotoxa och familjen fritflugor. Inga underarter finns listade i Catalogue of Life.